# 佩列戈爾希河
佩雷霍爾希河（烏克蘭語：Перегорщ），是烏克蘭北部的河流，屬於伊爾沙河的左支流。該河發源自斯特里米夫希納附近，流經日托米爾州的科羅斯堅區，河道全長10公里。